# Francisco Labastida
Francisco Labastida Ochoa (Los Mochis, 14 agosto 1942) è un politico ed economista messicano.

## Biografia
Labastida è stato governatore della Sinaloa per il Partito Rivoluzionario Istituzionale dal 1987 al 1992, per poi essere nominato dal presidente Ernesto Zedillo dapprima come segretario all'Agricoltura dal 1995 al 1998 e successivamente come segretario agli Interni dal 1998 al 1999. 
Nel 2000 è stato il candidato principale del suo partito in vista delle elezioni presidenziali, dove si è piazzato al secondo posto con il 36,11% dei voti dietro al candidato vincente Vicente Fox, del Partito Azione Nazionale.
Dal 2006 al 2012 è stato infine senatore per la Sinaloa.